# Loco (альбом)
Loco — третий студийный альбом группы Fun Lovin' Criminals. Был выпущен 6 марта 2001 года.

## Список композиций
1. "Where The Bums Go" - 2:57
2. "Loco" - 3:53
3. "The Biz" - 3:01
4. "Run Daddy Run" - 3:45
5. "Half A Block" - 4:19
6. "Swashbucklin' In Brooklyn" - 3:45
7. "Bump" - 3:42
8. "Microphone Fiend" - 5:32
9. "My Sin" - 3:36
10. "Underground" - 4:46
11. "She's My Friend" - 3:34
12. "There Was A Time" - 4:41
13. "Dickholder" - 2:30
14. "Little Song" - 8:45
  - Содержит скрытый трек "Kill the Bad Guy"